# أطفال موسى (كتاب)
أطفال موسى (بالتركية : Musa'nın Çocukları) هو كتاب معادٍ للصهيونية كتبه إرغون بويراز [الإنجليزية]، ونُشر في الأصل عام 2007، ويستهدف بشكل أساسي رجب طيب أردوغان، ولكن أيضًا زوجته أمينة أردوغان، وحزب العدالة والتنمية؛ وصنَّفته الحكومات الغربية بأنه مُعادٍ للسامية.

## الخلفية
كان إرجون بويراز قد كتب العديد من الكتب الأخرى في الماضي تستهدف بشكل رئيس رجب طيب أردوغان وأمينة أردوغان ولكن أيضًا حزب العدالة والتنمية وعبد الله جول وبولنت أرينج ودينيز بايكال وفتح الله جولن، متهمًا إياهم بأنهم عملاء ويهود سريون يعملون لصالح إسرائيل أو الولايات المتحدة ولديهم مصلحة مشتركة ضد تركيا.

## الملخص
اتهم الكتاب رجب طيب أردوغان وأمينة أردوغان بأنهما يهوديان متخفيان يعملان مع المخابرات الإسرائيلية، ويتظاهران بأنهما أتراك لتدمير المجتمع التركي داخليًا من خلال زيادة الإسلاموية عمدًا كوسيلة لإضعاف العلمانية التركية، وبالتالي جعل الأتراك أكثر تدينًا وعرضة للتلاعب بالدين، وبالتالي السيطرة على تركيا من أجل إسرائيل. كما استشهد الكتاب برجب طيب أردوغان في مناسبات مختلفة حيث أعلن أنه جُورجي [الإنجليزية] وأن زوجته عربية وأنهم لا يعتبرون أنفسهم أتراكًا. كما تم الاستشهاد بتصريحات عدائية من أردوغان تجاه تركيا ومؤسستها. وقد تم الاستشهاد أيضًا بتفاعلاته مع المنظمات اليهودية. وُصِف بأنه اتخذ تدابير واسعة النطاق لإقناع الجمهور بأنه وطني تركي مسلم. كما اتُهمت الولايات المتحدة والمملكة المتحدة أيضًا بمساعدته وإسرائيل في عملهما ضد تركيا.

## الاستقبال والنتيجة
بعد صدور الكتاب، واجه إرغون بويراز نقطة تحول في حياته المهنية، إذ لم يسبق له أن دخل في مشاكل مع السلطات التركية. اتخذ رجب طيب أردوغان إجراءات قانونية ضد بويراز، وغُرم 4 آلاف ليرة. وفي الحكم، أمرت المحكمة بويراز والشركة التي نشرت الكتاب بدفع تعويض قدره 20 ألف ليرة، ووقف جميع نشر الكتاب.
بعد صدور الكتاب مباشرة، اضطر إرغون بويراز إلى الخضوع لحماية الدرك بسبب التهديدات التي تلقاها، فضلًا عن المخاوف على حياته. وبعد صدور أمر من مكتب المدعي العام الرئيس في بشكطاش، ذهبت الشرطة إلى منزله، تحت حراسة قوات الدرك، وألقت القبض عليه في 27 يوليو/تموز 2007. كما تم اعتقال إسماعيل يلديز، الذي نشر مقالات تنتقد أردوغان، في نفس الأسبوع، حيث رفع أردوغان 60 دعوى قضائية منفصلة ضد يلديز. وكان السبب الذي قدم للقبض على بويراز هو تورطه المزعوم في قضية أرغينيكون، على الرغم من أن محاميه ادعى أن اعتقال بويراز وييلديز كان جزءًا من نفس العملية التي تستهدف منتقدي أردوغان. بقي بويراز في السجن، وفي عام 2013، حُكم عليه بالسجن لمدة 29 عامًا، وأُطلق سراحه في عام 2014 بعد أن قضى أكثر من 6 سنوات تحت المراقبة والمنع.